# La Charanga del Tío Honorio
La Charanga del Tío Honorio fue un grupo musical de España de los años 1970.

## Historia
La Charanga del Tío Honorio fue la primera banda del llamado “roz rurá”, fenómeno que también practicaron tiempo después Fernando Esteso, con los temas “La Ramona” y “Bellotero Pop” y Andrés Pajares, con “El conejo de la Loles”.

### Orígenes
Luis Gómez-Escolar, Honorio Herrero y Julio Seijas coincidieron en Aguaviva, uno de los grupos de folk más importantes de España, a principios de los años 1970. Comenzaron a componer canciones comerciales y divertidas, que Julio y Luis cedían a otros intérpretes de temas humorísticos, como Desmadre 75, que triunfó con “Saca el güisqui, cheli”; Los Golfos, que hicieron lo propio con “¿Qué pasa contigo, tío?”, o Los Mozos del Gay Pobre.
Julio Seijas también había sido componente de La Compañía y Luis Gómez-Escolar había trabajado en solitario bajo el seudónimo de Simone.

#### Actuación en TVE
El Rosario de la Aurora fue un proyecto musical en el que los tres músicos abordaban los tópicos de la España profunda. Grabaron una maqueta que incluía los temas “Hay que lavalo” y “El ONI (ojeto nasoluto identificao)”, y que fue escuchada por José María Íñigo, quien les invitó a su programa de Televisión Española Estudio Abierto. Allí actuaron vestidos de labradores, con boinas, expresión ceñuda y pantalones de pana, logrando la popularidad.

### La Charanga del Tío Honorio
Después del éxito conseguido con aquella actuación, el proyecto pasó a llamarse La Charanga del Tío Honorio. El sencillo que contenía aquellas dos canciones fue editado por CBS. En 1976 publicaron un disco completo con un estilo que ellos mismos denominaron como “roz rurá”, y en el que destacó la canción “Ay, cordera”. Celebraron más de un centenar de conciertos por toda España.
Su último sencillo fue “¿Qué le dijo?”, tras el cual los componentes se dedicaron a otros proyectos musicales, pero ya alejados de los escenarios.
En el año 2000, se lanzó a la venta el disco Todas sus grabaciones (1975-1978), que incluía todas las canciones compuestas por La Charanga del Tío Honorio.
En 2012 se constituye su banda tributo, con el nombre de "Honorios Causa" formado por Jorge Asín, Los Gandules, Oscar Algarabel "Berzas", Pepín Banzo, Jorge Morgan y Paquillo. Cuyo primer concierto tuvo lugar dentro del festival Mundo Idiota 2012 en Zaragoza.

## Discografía
- Hay que lavalo (Sencillo, CBS, 1975).
- La Charanga del Tío Honorio (CBS, 1976).
- ¿Qué le dijo? (Sencillo, CBS, 1977).